# Харченко, Юрий Никитич

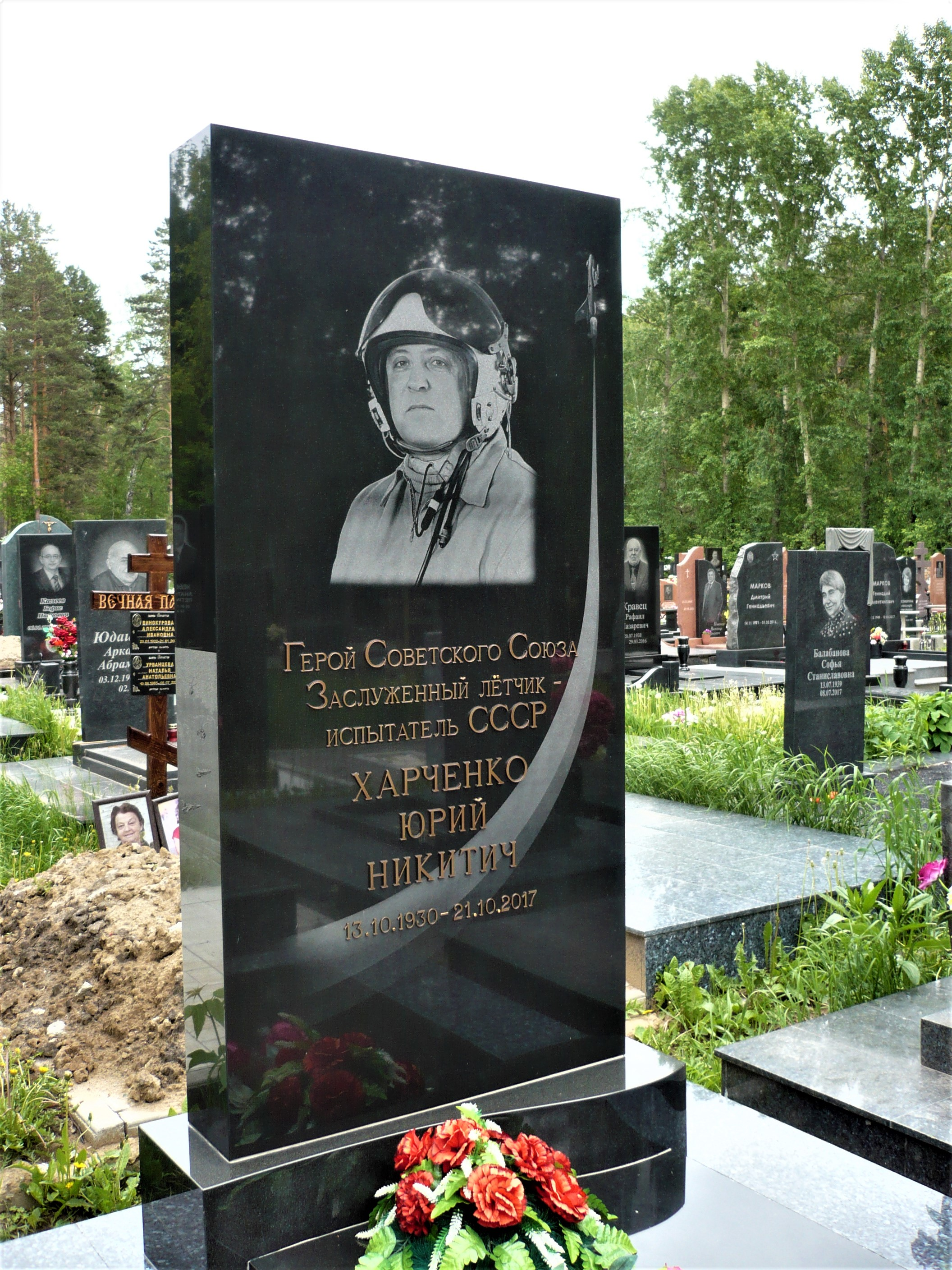

Юрий Никитич Харченко (13 октября 1930, Омск, Западно-Сибирский край, РСФСР, СССР — 21 октября 2017, Новосибирск, Россия) —советский лётчик-испытатель, работник Новосибирского авиационного завода. Герой Советского Союза.

## Биография
Родился 13 октября 1930 года в городе Омске. Русский. Детство и юность провёл в городе Тара Омской области.
В 1948 году окончил Свердловскую спецшколу ВВС № 11.
В армии с августа 1948 года.
В 1951 году окончил Сталинградское военное авиационное училище лётчиков и Высшую офицерскую авиационно-инструкторскую школу ВВС.
В 1951—1956 годах — лётчик-инструктор Сталинградского ВАУЛ.
С октября 1956 года — в запасе.
В 1958 году окончил Школу лётчиков-испытателей.
В 1958—1985 годах — лётчик-испытатель Новосибирского авиазавода. Испытывал серийные сверхзвуковые боевые самолёты МиГ-19С (1958-1959), Су-9 (1959-1962), Су-11 (1962-1966), Як-28П (1963-1967), Су-15 (1966-1981) и Су-24 (1971-1985), а также их модификации.
За мужество и героизм, проявленные при испытании новой авиационной техники, лётчику-испытателю Харченко Юрию Никитичу Указом Президиума Верховного Совета СССР от 26 апреля 1971 года присвоено звание Героя Советского Союза с вручением ордена Ленина и медали «Золотая Звезда».
В 1985—1995 годах — лётчик Сибирского научно-исследовательского института авиации. Принимал участие в испытательных полётах на самолётах Ан-2, Ту-134 и Ту-154, вертолётах Ми-8, Ка-27 и Ка-29.
Жил в городе Новосибирске. Похоронен на Заельцовском кладбище.

## Звания и награды
Награждён орденами Ленина (26.04.1971, Красного Знамени (22.07.1966), медалями.
Заслуженный лётчик-испытатель СССР (17.08.1978),  подполковник (1981).